# 大谷秀和
大谷 秀和（おおたに ひでかず、1984年11月6日 - ）は、千葉県流山市出身の元プロサッカー選手、サッカー指導者。現在は柏レイソルのコーチを務める。現役時代のポジションはミッドフィールダー。日本プロサッカー選手会副会長。
ユース時代から柏レイソル一筋のバンディエラである。

## 来歴

### プロ入り前
小学校1年生の時に初石少年サッカークラブでサッカーを始め、4年時からは流山市の選抜チーム・流山FCでもプレーした。小学生時代はフォワードを務めていた。
中学校入学後は柏レイソルの下部組織に加入し、トップ下にポジションを移した。高校3年時の第57回国民体育大会では、クラブユース勢から唯一千葉県代表に選出され、市立船橋高校の原一樹・大久保裕樹、流経大柏高校の近藤祐介らと共に全国制覇を成し遂げた。

### 柏レイソル
2003年にトップチームへ昇格。同期入団に矢野貴章、谷澤達也らがいる。プレシーズンマッチのちばぎんカップでは、ルーキーながらボランチのポジションで先発出場を果たし、試合を視察していた日本代表のエドゥテクニカルアドバイザー（当時）からプレーを絶賛された。同年3月22日、リーグ開幕節のFC東京戦でプロデビューを飾り、翌年10月17日のJ1 2ndステージ第9節名古屋グランパス戦で初ゴールを記録した。
2005年は明神智和とダブルボランチを組み、リーグ戦20試合に出場したが、チームは下位に低迷。J1・J2入れ替え戦でもヴァンフォーレ甲府に惨敗し、J2へ降格した。
石崎信弘新監督が就任した2006年は選手会長に任命され、明神の移籍に伴い背番号「7」を引き継いだ。同年は明神のほか玉田圭司、矢野貴章、永田充、波戸康広といった前年までの主力選手の多くがチームを去ったことから、ミッドフィールダー、ディフェンダーなど様々なポジションでプレーし、1年でのJ1復帰に貢献した。
2008年からチームの主将に就任。2009年7月のネルシーニョ監督就任後は再びボランチに専念してチームの中心を担い、J2（2010年）・J1（2011年）のリーグ優勝のほか、天皇杯（2012年）・ヤマザキナビスコカップ（2013年）といった数々のタイトル獲得に貢献し、2011年にはJリーグ優秀選手賞を受賞した。
2015年は吉田達磨新監督の下、ボランチよりも前線に近いインサイドハーフのポジションで起用された。同年7月、東アジアカップ2015の予備登録メンバーに入り、30歳にして初めて日本代表候補に選出された。
2017年4月8日、J1第6節清水エスパルス戦でクラブ史上初のJ1通算300試合出場を達成。同年のリーグ戦ではキャリアハイの5得点を記録した。
2020年12月16日、J1第33節サンフレッチェ広島戦に先発出場し、カレカが保持していたクラブのリーグ戦最年長出場記録（36歳1か月4日）を6日更新した。
2022年10月31日、同シーズン限りで現役を引退することが発表された。

## プレースタイル
本職はボランチだが、キャリアを通じてゴールキーパーを除く全てのポジションを経験しているユーティリティープレイヤーである。プロ入り前はフォワード、トップ下など攻撃的なポジションでプレーしていたが、柏レイソルユース時代にトップチームのエースだった玉田圭司のプレーを間近で見た際、「これはものが違いすぎる。攻撃の選手ってこういう人たちばかりなんだ」と感じ、コーチの勧めもあってプロ入り後はボランチに転向した。

### キャプテンとして
2008年から一貫して柏レイソルの主将を務めており、卓越した戦術眼で攻守のバランスを取る「ピッチ上の指揮官」としてチームを統率するだけでなく、ピッチ外でもチームのまとめ役を担っている。2014年に1年間柏に在籍した高山薫は「選手同士って仲が良いからあんまり怒ったりしないんですけど、大谷選手は例えば飯でもジャンクなものとか食べていると『ありえないだろう』とか言うし、普段の生活でもちょっと怠けていたりすると普通に怒られるし。キャプテンシーがすごかったですね、ピッチ内でもピッチ外でも」と語っている。
2017年5月20日のJ1第12節ジュビロ磐田戦では、福島孝一郎主審が柏に与えたPKを副審との協議の末に取り消し、ドロップボールから試合を再開するという異例の判定があった。PKかプレーオンであれば得点のチャンスを迎えていた柏の選手達は一斉に福島主審へ詰め寄り抗議したが、主将の大谷はチームメートを下がらせ、判定を尊重して試合再開に協力的な態度を示した。この判定がレフェリーブリーフィングで取り上げられた際、日本サッカー協会審判委員会副委員長の上川徹は「とてもリスペクトある対応。チームのリーダーとしてとってくれた行動に感謝したい」と大谷に敬意を表した。

## 人物
- 2012年3月19日、千葉県在住の一般女性と入籍[18]。2015年7月に長男[19]、2019年5月に次男[20]、2021年10月に三男[21]が誕生。

## 所属クラブ
ユース経歴
- 1991年 - 1996年 初石少年サッカークラブ / 流山FC (流山市立西初石小学校)
- 1997年 - 1999年 柏レイソルジュニアユース (流山市立西初石中学校)
- 2000年 - 2002年 柏レイソルユース (流通経済大学付属柏高等学校)

プロ経歴
- 2003年 - 2022年  柏レイソル

## 個人成績
| 国内大会個人成績 | 国内大会個人成績 | 国内大会個人成績 | 国内大会個人成績 | 国内大会個人成績 | 国内大会個人成績 | 国内大会個人成績 | 国内大会個人成績 | 国内大会個人成績 | 国内大会個人成績 | 国内大会個人成績 | 国内大会個人成績 |
| 年度             | クラブ           | 背番号           | リーグ           | リーグ戦         | リーグ戦         | リーグ杯         | リーグ杯         | オープン杯       | オープン杯       | 期間通算         | 期間通算         |
| 年度             | クラブ           | 背番号           | リーグ           | 出場             | 得点             | 出場             | 得点             | 出場             | 得点             | 出場             | 得点             |
| 日本             | 日本             | 日本             | 日本             | リーグ戦         | リーグ戦         | リーグ杯         | リーグ杯         | 天皇杯           | 天皇杯           | 期間通算         | 期間通算         |
| ---------------- | ---------------- | ---------------- | ---------------- | ---------------- | ---------------- | ---------------- | ---------------- | ---------------- | ---------------- | ---------------- | ---------------- |
| 2003             | 柏               | 23               | J1               | 4                | 0                | 5                | 0                | 0                | 0                | 9                | 0                |
| 2004             | 柏               | 23               | J1               | 16               | 1                | 4                | 1                | 1                | 0                | 21               | 2                |
| 2005             | 柏               | 23               | J1               | 20               | 3                | 2                | 0                | 2                | 2                | 24               | 5                |
| 2006             | 柏               | 7                | J2               | 29               | 1                | -                | -                | 0                | 0                | 29               | 1                |
| 2007             | 柏               | 7                | J1               | 31               | 0                | 2                | 0                | 1                | 0                | 34               | 0                |
| 2008             | 柏               | 7                | J1               | 33               | 3                | 5                | 0                | 4                | 0                | 42               | 3                |
| 2009             | 柏               | 7                | J1               | 20               | 1                | 3                | 0                | 2                | 0                | 25               | 1                |
| 2010             | 柏               | 7                | J2               | 35               | 2                | -                | -                | 3                | 0                | 38               | 2                |
| 2011             | 柏               | 7                | J1               | 27               | 0                | 2                | 0                | 3                | 0                | 32               | 0                |
| 2012             | 柏               | 7                | J1               | 31               | 1                | 4                | 0                | 6                | 0                | 41               | 1                |
| 2013             | 柏               | 7                | J1               | 31               | 0                | 4                | 0                | 2                | 0                | 37               | 0                |
| 2014             | 柏               | 7                | J1               | 30               | 0                | 10               | 0                | 2                | 1                | 42               | 1                |
| 2015             | 柏               | 7                | J1               | 31               | 2                | 0                | 0                | 3                | 0                | 34               | 2                |
| 2016             | 柏               | 7                | J1               | 20               | 1                | 4                | 0                | 2                | 0                | 26               | 1                |
| 2017             | 柏               | 7                | J1               | 32               | 5                | 0                | 0                | 3                | 0                | 35               | 5                |
| 2018             | 柏               | 7                | J1               | 25               | 0                | 3                | 1                | 2                | 0                | 30               | 1                |
| 2019             | 柏               | 7                | J2               | 30               | 0                | 1                | 0                | 1                | 0                | 32               | 0                |
| 2020             | 柏               | 7                | J1               | 23               | 2                | 3                | 0                | -                | -                | 24               | 2                |
| 2021             | 柏               | 7                | J1               | 6                | 1                | 1                | 0                | 1                | 0                | 8                | 1                |
| 2022             | 柏               | 7                | J1               | 5                | 0                | 3                | 0                | 0                | 0                | 8                | 0                |
| 通算             | 日本             | 日本             | J1               | 385              | 20               | 55               | 2                | 34               | 3                | 474              | 25               |
| 通算             | 日本             | 日本             | J2               | 94               | 3                | 1                | 0                | 4                | 0                | 99               | 3                |
| 総通算           | 総通算           | 総通算           | 総通算           | 479              | 23               | 56               | 2                | 38               | 3                | 573              | 28               |

その他の公式戦
- 2005年
  - J1・J2入れ替え戦 2試合0得点
- 2012年
  - スーパーカップ 1試合0得点
- 2013年
  - スーパーカップ 1試合0得点

| 国際大会個人成績 | 国際大会個人成績 | 国際大会個人成績 | 国際大会個人成績 | 国際大会個人成績 | 国際大会個人成績 | 国際大会個人成績 |
| 年度             | クラブ           | 背番号           | 出場             | 得点             | 出場             | 得点             |
| AFC              | AFC              | AFC              | ACL              | ACL              | クラブW杯        | クラブW杯        |
| ---------------- | ---------------- | ---------------- | ---------------- | ---------------- | ---------------- | ---------------- |
| 2011             | 柏               | 7                | -                | -                | 4                | 0                |
| 2012             | 柏               | 7                | 6                | 0                | -                | -                |
| 2013             | 柏               | 7                | 9                | 0                | -                | -                |
| 2015             | 柏               | 7                | 9                | 1                | -                | -                |
| 2018             | 柏               | 7                | 5                | 0                | -                | -                |
| 通算             | AFC              | AFC              | 29               | 1                | 4                | 0                |

その他の国際公式戦
- 2015年
  - AFCチャンピオンズリーグ2015 東地区プレーオフ 1試合0得点
- 2018年
  - AFCチャンピオンズリーグ2018 東地区プレーオフ 1試合0得点

### 記録
- 公式戦・Jリーグ初出場 - 2003年3月22日 J1 1stステージ第1節 FC東京戦（味の素スタジアム）
- 公式戦・Jリーグ初得点 - 2004年10月17日 J1 2ndステージ第9節 名古屋グランパス戦（日立柏サッカー場）

## タイトル

### 代表・選抜
千葉県代表
- 国民体育大会サッカー競技 : 1回 (2002)

### クラブ
柏レイソル
- Jリーグ ディビジョン2：2回 (2010、2019)
- Jリーグ ディビジョン1：1回 (2011)
- FUJI XEROX SUPER CUP：1回 (2012)
- 天皇杯全日本サッカー選手権大会：1回 (2012)
- ヤマザキナビスコカップ：1回 (2013)
- スルガ銀行チャンピオンシップ : 1回 (2014)

### 個人
- Jリーグ優秀選手賞：1回 (2011)

## 代表歴
- 日本代表候補
  - 2015年 - 東アジアカップ2015（※予備登録メンバー）
  - 2016年 - 2018 FIFAワールドカップ・アジア3次予選（※予備登録メンバー）[22]
  - 2017年 - 2018 FIFAワールドカップ・アジア3次予選（※予備登録メンバー）[23]

## 指導歴
- 2023年 -  柏レイソル コーチ